# モナコ (カクテル)
モナコ（仏: Monaco）はビールベースのカクテルである。

## 概要
ビールにレモネードとグレナデンシロップを入れたカクテルである。
フランスのバーやカフェには必ず置かれているという定番カクテルで、とくに女性に人気がある。透明感のある赤い色とビールの白い泡がモナコ公国の国旗の色に似ているから名づけられたとも言われている。